# Michel Tremblay (homme politique)
Pour les articles homonymes, voir Tremblay et Michel Tremblay (homonymie).
Michel Tremblay, né le 28 mars 1933 à Cap-à-l'Aigle, est un homme politique canadien, membre du Parti libéral du Québec et député provincial de Rimouski de 1985 à 1994, date à laquelle il est battu par la péquiste Solange Charest. Il est par la suite maire de la ville éponyme de 1994 à 2005.

## Biographie
Fils d'aubergistes, Michel Tremblay étudie à l'École technique et devient professeur en 1956. Il se forme ensuite en pédagogie à l'École normale Tanguay et obtient son diplôme en 1968. Il entre alors au bureau régional du ministère de l'Éducation en tant qu'agent de développement pédagogique en éducation des adultes (1971-1972), puis comme coordonnateur des enseignements professionnels pour la région du Bas-Saint-Laurent, de la Gaspésie et des Îles-de-la-Madeleine à partir de 1972.
En 1978, il quitte l'éducation pour devenir cadre dans la construction. Ainsi, il est directeur général de l'Association de la construction du Bas-Saint-Laurent jusqu’en 1980 puis directeur général de « Bétonag ltée » pour les usines de Rimouski, de Rivière-du-Loup et de Cabano jusqu'en 1985.
Il se lance en politique à l'occasion des élections générales de 1985 en se présentant pour le Parti libéral du Québec. Il remporte alors le siège d'extrême justesse (284 voix), battant le sortant péquiste Alain Marcoux. Il est largement réélu en 1989 et devient adjoint parlementaire du ministre de l'Éducation et ministre de l'Enseignement supérieur et de la Science durant un peu plus d'un an. Il est ensuite adjoint parlementaire du ministre des Affaires municipales jusqu'au 8 mars 1994, date à laquelle il est élu vice-président de l'Assemblée nationale. Il se représente pour un troisième mandat en élections générales de 1994 mais est battu par la péquiste Solange Charest, qui obtient la majorité absolue des voix (51,45 %).
Il se présente alors à la mairie de Rimouski et y est réélu jusqu'en 2005. Ce poste le fait accéder à la président de la Corporation de développement du port de Rimouski-Est. Il est également président de l'Union des municipalités du Québec d'avril 2004 à novembre 2005, date à laquelle il décide de se lancer en politique fédérale.
Lors de l'élection fédérale canadienne de 2006, il se présente pour le Parti libéral du Canada dans Rimouski-Neigette—Témiscouata—Les Basques mais est sèchement battu. En n'obtenant que 19,%, il termine troisième et est largement devancé par la députée sortante bloquiste Louise Thibault (46,4 %) et le conservateur Roger Picard (22,2 %).

## Vie après la politique
En décembre 2006, il devient président du conseil d'administration de la station radiophonique CJCM-FM 92,7 Radio-Edmundston.
Il est administrateur au sein de l'Amicale des anciens parlementaires du Québec de 2013 à 2018. 

## Résultats électoraux

### Provinciaux
|                                                                                               | Nom                       | Parti           | Nombre de voix | %      | Maj.  |
| --------------------------------------------------------------------------------------------- | ------------------------- | --------------- | -------------- | ------ | ----- |
|                                                                                               | Solange Charest           | Parti québécois | 14 926         | 51,5 % | 2 627 |
|                                                                                               | Michel Tremblay (sortant) | Libéral         | 12 299         | 42,4 % | -     |
|                                                                                               | Manon Côté                | NPD Québec      | 1 556          | 5,4 %  | -     |
|                                                                                               | Patrice Beaulieu          | Loi naturelle   | 227            | 0,8 %  | -     |
| Total                                                                                         | Total                     | Total           | 29 008         | 100 %  |       |
| Le taux de participation lors de l'élection était de 78,3 % et 432 bulletins ont été rejetés. |                           |                 |                |        |       |

|                                                                                               | Nom                       | Parti           | Nombre de voix | %      | Maj.  |
| --------------------------------------------------------------------------------------------- | ------------------------- | --------------- | -------------- | ------ | ----- |
|                                                                                               | Michel Tremblay (sortant) | Libéral         | 16 019         | 56,3 % | 3 578 |
|                                                                                               | Jean-Yves Roy             | Parti québécois | 12 441         | 43,7 % | -     |
| Total                                                                                         | Total                     | Total           | 28 460         | 100 %  |       |
| Le taux de participation lors de l'élection était de 73 % et 1 158 bulletins ont été rejetés. |                           |                 |                |        |       |

|                                                                                               | Nom                     | Parti           | Nombre de voix | %      | Maj. |
| --------------------------------------------------------------------------------------------- | ----------------------- | --------------- | -------------- | ------ | ---- |
|                                                                                               | Michel Tremblay         | Libéral         | 15 116         | 49,1 % | 284  |
|                                                                                               | Alain Marcoux (sortant) | Parti québécois | 14 832         | 48,2 % | -    |
|                                                                                               | Réal Saint-Laurent      | Union nationale | 853            | 2,8 %  | -    |
| Total                                                                                         | Total                   | Total           | 30 801         | 100 %  |      |
| Le taux de participation lors de l'élection était de 74,6 % et 557 bulletins ont été rejetés. |                         |                 |                |        |      |

### Fédéraux
|       | Candidat        | Parti          | # de voix | % des voix |
|       | Roger Picard    | Conservateur   | 9 481     | 22,2 %     |
|       | Louise Thibault | Bloc québécois | 19 804    | 46,38 %    |
|       | Michel Tremblay | Libéral        | 4 186     | 9,8 %      |
|       | Guy Caron       | NPD            | 8 254     | 19,33 %    |
|       | François Bédard | Vert           | 973       | 2,28 %     |
| Total | Total           | Total          | 42 698    | 100 %      |